# Гулканян, Вардан Оганесович
Вардан Оганесович Гулканян (15 [28] февраля 1902 или 15 февраля 1902, Калача, Елизаветпольская губерния — 18 ноября 1976, Ереван) — советский и армянский генетик и селекционер, академик АН Армянской ССР (1943); её вице-президент (1943—1950).

## Биография
Родился 15 февраля 1902 года в Калаче. В 1928 году окончил ЕрГУ. С 1931-по 1933 год работал во Всесоюзном институте растениеводства, с 1933-по 1935 год работал на Армянской станции защиты растений. С 1935-по 1938 год работал в Биологическом институте Армянского филиала АН СССР. В 1938 году был избран директором института, данную должность он занимал до 1942 года. С 1942-по 1943 год занимал должность заместителя председателя Президиума Армянского филиала АН СССР. С 1943-по 1956 год работал в институте генетики растений АН Армянской ССР. С 1956-по 1970 год работал в институте земледелия МСХ Армянской ССР, одновременно с этим с 1950-по 1956 год занимал должность академика-секретаря АН Армянской ССР. С 1959-по 1971 год занимал должность академика-секретаря отделения биологических наук АН Армянской ССР. С 1971 года на пенсии.
Скончался 18 ноября 1976 года в Ереване.

## Награды
- два ордена Трудового Красного Знамени (23.11.1940, 4.01.1955)
- орден «Знак Почёта» (23.03.1972) — за заслуги в области генетики и селекции растений и в связи с семидесятилетием со дня рождения
- медаль «За оборону Кавказа» (5.11.1944)[4]

## Научные работы
Основное направление научных исследований — различные аспекты иммунитета растений.
- Изучал поражаемость ржавчиной культурных и диких форм пшениц.
- Собрал много форм злаков, устойчивых к болезням.
- Автор ряда сортов пшеницы.
- Возглавил в Армении работы по экспериментальному мутагенезу у растений.